# Revyräven
Revyräven var ett pris som instiftades av Sällskapet Stallbröderna i samband med Gösta Bernhards 70-årsdag 1980. Priset tilldelades förtjänta personer för konstnärliga gärningar förknippade med revykonsten. Revyräven är en bronsstatyett av konstnären Sven-Erik Egnell. Priset har inte delats ut sedan 2016. 

## Pristagare
Följande personer har erhållit Revyräven: 
- 1980 - Gösta Bernhard
- 1981 - Kar de Mumma
- 1982 - Povel Ramel
- 1983 - Stig Bergendorff
- 1984 - Sten-Åke Cederhök
- 1985 - Gus Dahlström
- 1986 - Carl-Gustaf Lindstedt
- 1987 - Stig Järrel
- 1988 - Tjadden Hällström
- 1989 - Mille Schmidt
- 1990 - Annalisa Ericson
- 1991 - Uno "Myggan" Ericson
- 1992 - Hagge Geigert
- 1993 - Gösta Krantz
- 1994 - Hans Alfredson
- 1995 - Git Gay och Sickan Carlsson
- 1996 - Peter Flack
- 1997 - Martin Ljung
- 1998 - Anna Sundqvist
- 1999 - Gunilla Åkesson
- 2000 - Gösta Ekman
- 2001 - Laila Westersund
- 2002 - Bosse Parnevik
- 2003 - Gunwer Bergkvist
- 2004 - Claes Eriksson
- 2005 - Ulf Larsson
- 2016 - Tomas von Brömssen